# Arnold Ebert
Arnold Ebert (* 3. April 1921 in Detmold; † 12. Dezember 1989 ebenda) war ein deutscher Jurist und Staatssekretär.

## Leben
Nach dem Abitur am Gymnasium in Detmold wurde Arnold Ebert zur Wehrmacht eingezogen und nahm ab 1940 als Soldat am Zweiten Weltkrieg teil. 1945 geriet er in Gefangenschaft, aus der er 1949 entlassen wurde. Im Anschluss begann er ein Studium der Rechtswissenschaft an der Albert-Ludwigs-Universität Freiburg, das er 1953 mit dem Ersten und 1957 mit dem Zweiten Juristischen Staatsexamen abschloss. Er absolvierte sein Referendariat im Oberlandesgerichtsbezirk Hamm, promovierte 1956 zum Dr. jur. und war seit 1957 als Gerichtsassessor beim Amtsgericht Lemgo tätig. 1961 wechselte er als Amtsgerichtsrat zum Amtsgericht Detmold, 1965 als Oberlandesgerichtsrat zum Oberlandesgericht Hamm. Von 1966 bis 1972 wirkte er als Verbandsvorsteher des Landesverbandes Lippe (LVL). Vom 1. April 1972 bis zu seinem Eintritt in den Ruhestand 1984 amtierte er als Staatssekretär im Ministerium für Ernährung, Landwirtschaft und Forsten des Landes Nordrhein-Westfalen. Ebert war seit 1950 Mitglied der SPD.

## Ehrungen
- Großes Bundesverdienstkreuz, 1978
- Großes Bundesverdienstkreuz mit Stern, 1984